# Clathurellidae
Famille
Les Clathurellidae sont une famille de mollusques gastéropodes marins de l'ordre des Neogastropoda.

## Liste des genres
Selon World Register of Marine Species (16 mars 2016) :
- genre Acrista Hedley, 1922
- genre Adanaclava Bartsch, 1950
- genre Clathromangelia Monterosato, 1884
- genre Clathurella Carpenter, 1857
- genre Comarmondia Monterosato, 1884
- genre Corinnaeturris Bouchet & Warén, 1980
- genre Crockerella Hertlein & Strong, 1951
- genre Etrema Hedley, 1918
- genre Etremopa Oyama, 1953
- genre Etremopsis Powell, 1942
- genre Euclathurella Woodring, 1928
- genre Euglyphostoma Woodring, 1970
- genre Glyphostoma Gabb, 1873
- genre Glyphostomops Bartsch, 1934
- genre Lienardia Jousseaume, 1884
- genre Nannodiella Dall, 1919
- genre Paraclathurella Boettger, 1895
- genre Pseudoetrema Oyama, 1953
- genre Strombinoturris Hertlein & Strong, 1951
- genre Turrella Laseron, 1954

## Galerie

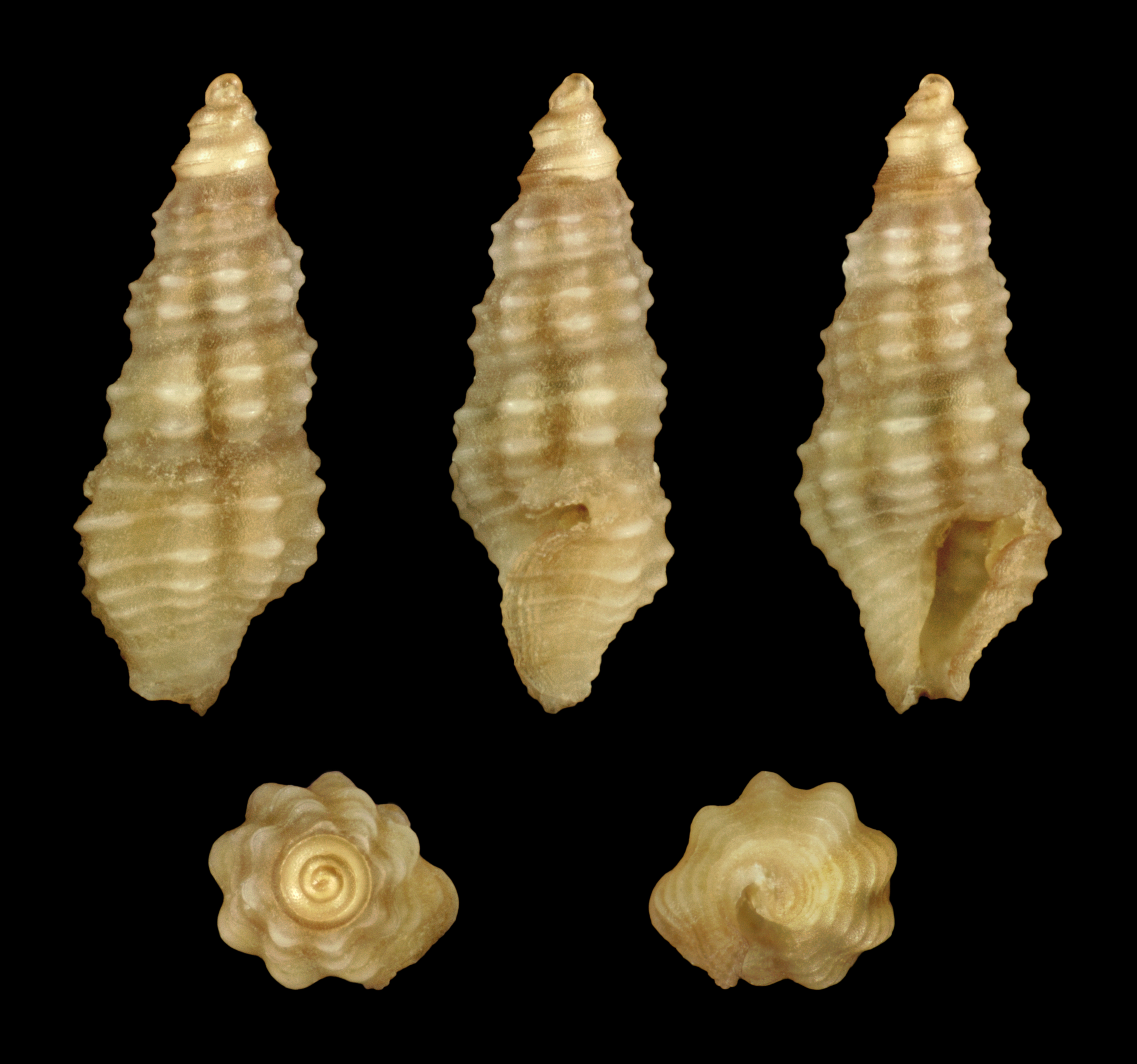
Etrema trigonostoma.
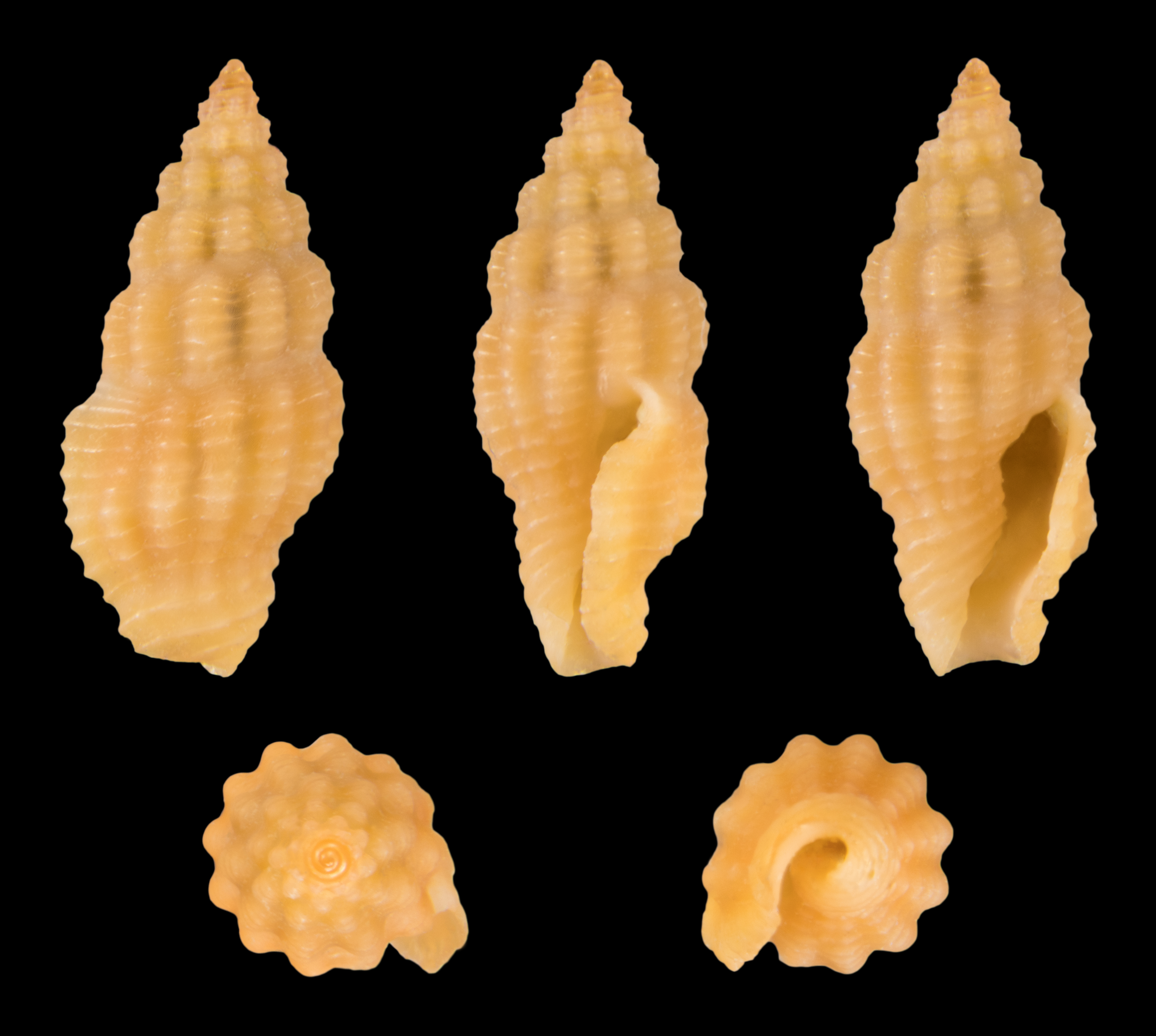
Lienardia crassicostata
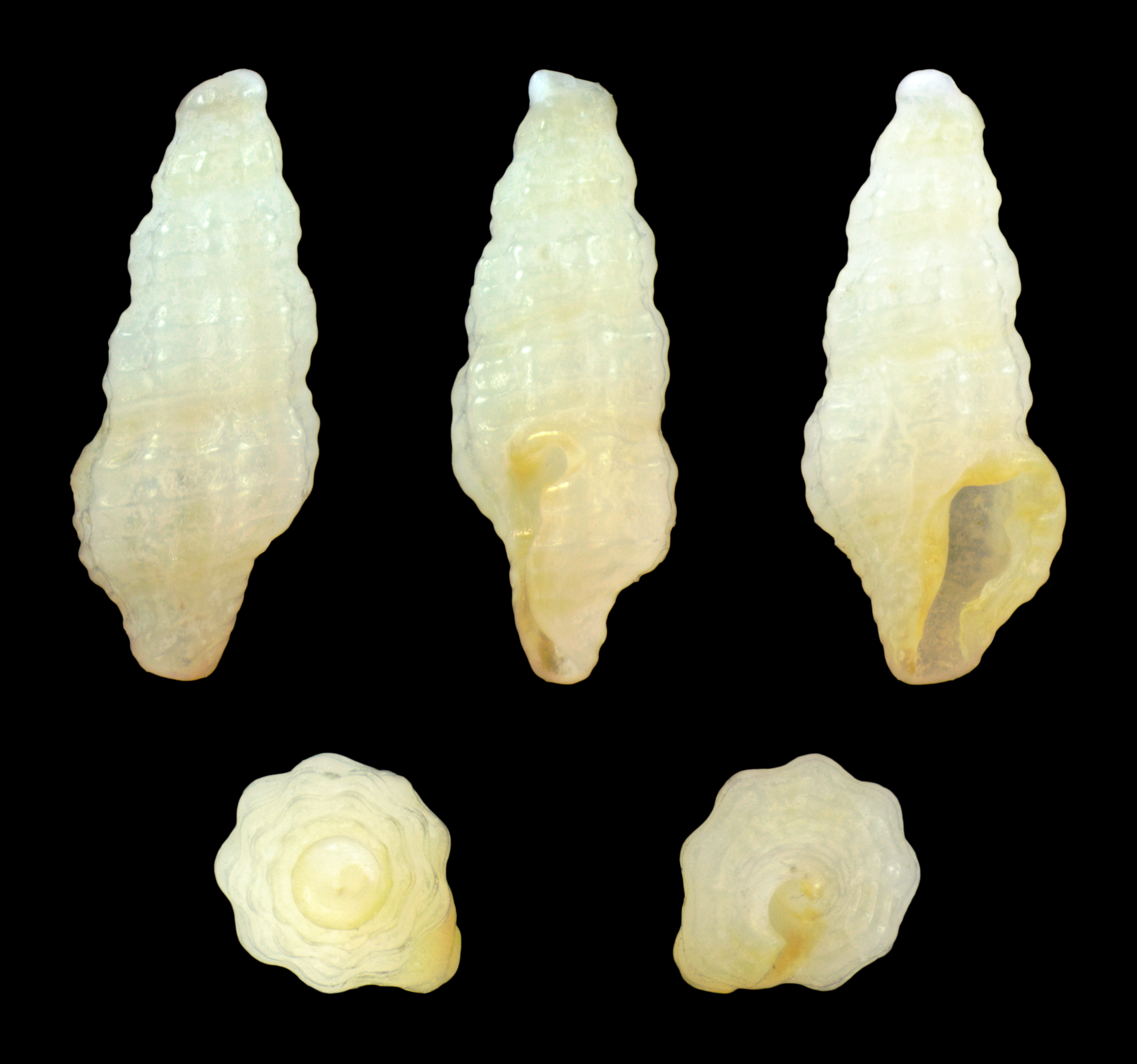
Nannodiella acricula.